# Bulbophyllum vitellinum
Bulbophyllum vitellinum är en orkidéart som beskrevs av Henry Nicholas Ridley. Bulbophyllum vitellinum ingår i släktet Bulbophyllum och familjen orkidéer. Inga underarter finns listade i Catalogue of Life.